# کوتارو ایساکا
کوتارو ایساکا (به ژاپنی: 伊坂 幸太郎) (زاده ۲۵ مه ۱۹۷۱) نویسنده ژاپنی داستان‌های معمایی و جنایی است.
ایساکا در شهر ماتسودو، چیبا، ژاپن به دنیا آمد. پس از فارغ‌التحصیلی از رشته حقوق از دانشگاه توهوکو، مشغول به کار شد. در سال ۲۰۰۰، ایساکا برای اولین رمانش برنده جایزه شد و پس از آن به یک نویسنده تمام وقت تبدیل شد.
فیلم آمریکایی قطار سریع‌السیر (فیلم ۲۰۲۲) بر اساس رمان ایساکا ساخته شده‌است.